# Buena Vista (Georgie)
Bluffton je město v Marion County, v Georgii, ve Spojených státech amerických. V roce 2011 žilo ve městě 2152 obyvatel.

## Demografie
Podle sčítání lidí v roce 2000 žilo ve městě 1664 obyvatel, 645 domácností a 377 rodin. V roce 2011 žilo ve městě 1043 mužů (48,5%), a 1109 žen (51,5%). Průměrný věk obyvatele je 31 let.